# Perbál
Perbál är en ort i Ungern.   Den ligger i provinsen Pest, i den nordvästra delen av landet, 23 km väster om huvudstaden Budapest. Perbál ligger 197 meter över havet och antalet invånare är 2 167.
Terrängen runt Perbál är platt västerut, men österut är den kuperad. Runt Perbál är det ganska tätbefolkat, med 155 invånare per kvadratkilometer. Närmaste större samhälle är Pilisvörösvár, 11,4 km öster om Perbál. I omgivningarna runt Perbál växer i huvudsak lövfällande lövskog.